# Посланичке групе у Европском парламенту
Посланичке групе у Европском парламенту су званично признате посланичке групе које се састоје од законодаваца усклађених идеологија у Европском парламенту.
Европски парламент је јединствен међу наднационалним скупштинама по томе што се његови чланови организују у идеолошке групе, а не по националним цртама. Претпоставља се да свака посланичка група има скуп основних начела, а посланичке групе које то не могу да искажу могу бити распуштене.
Посланичка група Европског парламента обично чини формално парламентарно представништво једне од европских политичких странака, коју некада допуњују чланови других националних политичких странака или независни политичари. За разлику од европских политичких странака, посланичким групама је строго забрањено да организују или финансирају политичку кампању током европских избора, јер је то искључива одговорност странака. Ипак, постоје и други подстицаји за посланике да се организују у посланичке групе; поред политичких предности заједничког рада са колегама истомишљеницима, група имају неке процедуралне привилегије унутар Парламента (као што су гласноговорници група који говоре први у расправама, вође група који представљају групу на парламентарној Конференцији предсједника) и групе добијају расподјелу особља и финансијске субвенције. Већина у Парламенту зависи од тога како групе гласају и о каквим договорима преговарају.